# Escola Politécnica de Saúde Joaquim Venâncio
A Escola Politécnica de Saúde Joaquim Venâncio (EPSJV), criada em agosto de 1985, é uma unidade técnico-científica da Fundação Oswaldo Cruz (Fiocruz)/Ministério da Saúde (MS) responsável pela coordenação e execução de atividades de ensino, pesquisa, informação e comunicação, desenvolvimento tecnológico e cooperação técnica nas áreas de Educação Profissional em Saúde e em C&T e de Iniciação Científica no Ensino Médio.
Sua principal missão é apoiar a Educação Profissional em Saúde e a Iniciação Científica no Ensino Médio, prioritariamente em âmbito nacional e internacional, através: da coordenação e implementação de programas de ensino em áreas estratégicas para a Saúde Pública e a C&T em saúde; da
elaboração de propostas de política, regulamentação, currículos, cursos, metodologias e tecnologias educacionais; e da produção e divulgação de conhecimento nas áreas de trabalho, educação e saúde.
A EPSJV/Fiocruz tem como Eixos Estratégicos de suas pesquisas e atividades de ensino a Educação Profissional em Saúde; o Processo de Trabalho em Saúde; as Tecnologias Educacionais em Saúde; o Ensino Médio integrado à Educação Profissional em Saúde e a Iniciação Científica no Ensino médio.
O Ensino se realiza nas modalidades de formação inicial e continuada de trabalhadores, especialização técnica e formação técnica de nível médio nas seguintes Áreas Específicas: Atenção à Saúde; Vigilância em Saúde; Gestão em Saúde; Informações e Registros em Saúde; Técnicas Laboratoriais em Saúde; Manutenção de Equipamentos de Saúde; e na modalidade de formação profissional de jovens e adultos "PROEJA" com formação técnica em radiologia. Também é oferecido pela EPSJV/Fiocruz um curso de pós-graduação lato sensu e um mestrado profissional em Educação Profissional em Saúde, promovendo o aprofundamento das bases teórico-metodológicas que fundamentam as políticas de gestão da educação e do trabalho em saúde, permitindo sua compreensão histórica e potencializando práticas transformadoras que contribuam para a consolidação do Sistema Único de Saúde - SUS.
A EPSJV atua, ainda, como: Editora do periódico científico 'Trabalho Educação e Saúde', Secretaria Executiva da Rede Internacional de Educação de Técnicos em Saúde (RETS), Centro Colaborador da OMS, Sede da Estação de trabalho 'Observatório dos Técnicos em Saúde', Coordenação da Biblioteca Virtual em Saúde - Educação Profissional em Saúde (BVS-EPS) e foi durante sete anos a Secretaria Técnica da Rede de Escolas Técnicas do Sistema Único de Saúde (RET-SUS), além de elaborar, organizar e editar inúmeras publicações científicas e educacionais dirigidas a estudantes ou docentes nas áreas de especialização da Escola Politécnica de Saúde da Fiocruz.

## Ligação externa
- Página oficial